# جورج غليندون
جورج غليندون (بالإنجليزية: George Glendon)‏ هو لاعب كرة قدم بريطاني في مركز الوسط، ولد في 3 مايو 1995 في مانشستر في المملكة المتحدة. لعب مع نادي كارلايل يونايتد.

## وصلات خارجية
- جورج غليندون على موقع قاعدة بيانات كرة القدم.إي يو (الإنجليزية)
- جورج غليندون على موقع AS.com (الإسبانية)